# Изола дел Лири
Ѝзола дел Лѝри (на италиански: Isola del Liri, на местен диалект Lìsëra, Лизъра) е град и община в Централна Италия, провинция Фрозиноне, регион Лацио. Разположен е на 217 m надморска височина. Населението на общината е 11 991 души (към 2010 г.).